# Guerau IV de Cabrera

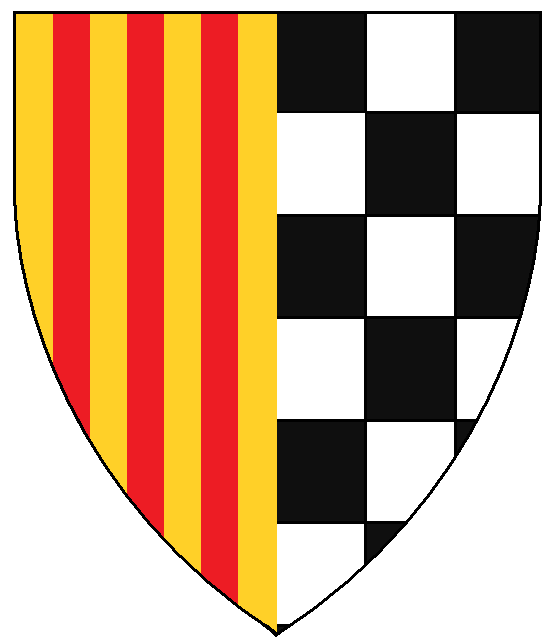
Escut d'armes del vescomtes d'Àger

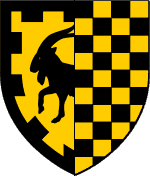
Escut d'armes dels comtes Cabrera-Urgell

Guerau IV de Cabrera (1196-1229) fou vescomte de Cabrera i vescomte d'Àger (conegut com a Guerau III). Va estar en possessió del comtat d'Urgell en litigi pels drets de la seva cosina Aurembiaix, comtessa d'Urgell (1209-1228). Va iniciar la segona dinastia del Comtat d'Urgell.

## Orígens familiars
Fill de Ponç III de Cabrera i de Marquesa d'Urgell, filla d'Ermengol VII, comte d'Urgell.
|  |                            |  |  |  |  |  |  |  |  |  |  |  |  |  |  |  |
|  | 16. Guerau II de Cabrera   |  |  |  |  |  |  |  |  |  |  |  |  |  |  |  |
|  |                            |  |  |  |  |  |  |  |  |  |  |  |  |  |  |  |
|  |                            |  |  |  |  |  |  |  |  |  |  |  |  |  |  |  |
|  | 8. Ponç II de Cabrera      |  |  |  |  |  |  |  |  |  |  |  |  |  |  |  |
|  |                            |  |  |  |  |  |  |  |  |  |  |  |  |  |  |  |
|  |                            |  |  |  |  |  |  |  |  |  |  |  |  |  |  |  |
|  | 17. Estefania Mala signada |  |  |  |  |  |  |  |  |  |  |  |  |  |  |  |
|  |                            |  |  |  |  |  |  |  |  |  |  |  |  |  |  |  |
|  |                            |  |  |  |  |  |  |  |  |  |  |  |  |  |  |  |
|  | 4. Guerau III de Cabrera   |  |  |  |  |  |  |  |  |  |  |  |  |  |  |  |
|  |                            |  |  |  |  |  |  |  |  |  |  |  |  |  |  |  |
|  |                            |  |  |  |  |  |  |  |  |  |  |  |  |  |  |  |
|  | 9. Sança                   |  |  |  |  |  |  |  |  |  |  |  |  |  |  |  |
|  |                            |  |  |  |  |  |  |  |  |  |  |  |  |  |  |  |
|  |                            |  |  |  |  |  |  |  |  |  |  |  |  |  |  |  |
|  | 2. Ponç III de Cabrera     |  |  |  |  |  |  |  |  |  |  |  |  |  |  |  |
|  |                            |  |  |  |  |  |  |  |  |  |  |  |  |  |  |  |
|  |                            |  |  |  |  |  |  |  |  |  |  |  |  |  |  |  |
|  | 20. Bernat I de Queralt    |  |  |  |  |  |  |  |  |  |  |  |  |  |  |  |
|  |                            |  |  |  |  |  |  |  |  |  |  |  |  |  |  |  |
|  |                            |  |  |  |  |  |  |  |  |  |  |  |  |  |  |  |
|  | 10. Berenguer I de Queralt |  |  |  |  |  |  |  |  |  |  |  |  |  |  |  |
|  |                            |  |  |  |  |  |  |  |  |  |  |  |  |  |  |  |
|  |                            |  |  |  |  |  |  |  |  |  |  |  |  |  |  |  |
|  | 21. Estefania              |  |  |  |  |  |  |  |  |  |  |  |  |  |  |  |
|  |                            |  |  |  |  |  |  |  |  |  |  |  |  |  |  |  |
|  |                            |  |  |  |  |  |  |  |  |  |  |  |  |  |  |  |
|  | 5. Berenguera de Queralt   |  |  |  |  |  |  |  |  |  |  |  |  |  |  |  |
|  |                            |  |  |  |  |  |  |  |  |  |  |  |  |  |  |  |
|  |                            |  |  |  |  |  |  |  |  |  |  |  |  |  |  |  |
|  | 11. Sança (d'Anglesola?)   |  |  |  |  |  |  |  |  |  |  |  |  |  |  |  |
|  |                            |  |  |  |  |  |  |  |  |  |  |  |  |  |  |  |
|  |                            |  |  |  |  |  |  |  |  |  |  |  |  |  |  |  |
|  | 1. Guerau IV de Cabrera    |  |  |  |  |  |  |  |  |  |  |  |  |  |  |  |
|  |                            |  |  |  |  |  |  |  |  |  |  |  |  |  |  |  |
|  |                            |  |  |  |  |  |  |  |  |  |  |  |  |  |  |  |
|  | 24. Ermengol V             |  |  |  |  |  |  |  |  |  |  |  |  |  |  |  |
|  |                            |  |  |  |  |  |  |  |  |  |  |  |  |  |  |  |
|  |                            |  |  |  |  |  |  |  |  |  |  |  |  |  |  |  |
|  | 12. Ermengol VI            |  |  |  |  |  |  |  |  |  |  |  |  |  |  |  |
|  |                            |  |  |  |  |  |  |  |  |  |  |  |  |  |  |  |
|  |                            |  |  |  |  |  |  |  |  |  |  |  |  |  |  |  |
|  | 25. Maria Ansúrez          |  |  |  |  |  |  |  |  |  |  |  |  |  |  |  |
|  |                            |  |  |  |  |  |  |  |  |  |  |  |  |  |  |  |
|  |                            |  |  |  |  |  |  |  |  |  |  |  |  |  |  |  |
|  | 6. Ermengol VII            |  |  |  |  |  |  |  |  |  |  |  |  |  |  |  |
|  |                            |  |  |  |  |  |  |  |  |  |  |  |  |  |  |  |
|  |                            |  |  |  |  |  |  |  |  |  |  |  |  |  |  |  |
|  | 26. Guerau III de Cabrera  |  |  |  |  |  |  |  |  |  |  |  |  |  |  |  |
|  |                            |  |  |  |  |  |  |  |  |  |  |  |  |  |  |  |
|  |                            |  |  |  |  |  |  |  |  |  |  |  |  |  |  |  |
|  | 13. Arsenda de Cabrera     |  |  |  |  |  |  |  |  |  |  |  |  |  |  |  |
|  |                            |  |  |  |  |  |  |  |  |  |  |  |  |  |  |  |
|  |                            |  |  |  |  |  |  |  |  |  |  |  |  |  |  |  |
|  | 27. Berenguera de Queralt  |  |  |  |  |  |  |  |  |  |  |  |  |  |  |  |
|  |                            |  |  |  |  |  |  |  |  |  |  |  |  |  |  |  |
|  |                            |  |  |  |  |  |  |  |  |  |  |  |  |  |  |  |
|  | 3. Marquesa d'Urgell       |  |  |  |  |  |  |  |  |  |  |  |  |  |  |  |
|  |                            |  |  |  |  |  |  |  |  |  |  |  |  |  |  |  |
|  |                            |  |  |  |  |  |  |  |  |  |  |  |  |  |  |  |
|  | 28. Roger II de Foix       |  |  |  |  |  |  |  |  |  |  |  |  |  |  |  |
|  |                            |  |  |  |  |  |  |  |  |  |  |  |  |  |  |  |
|  |                            |  |  |  |  |  |  |  |  |  |  |  |  |  |  |  |
|  | 14. Roger III de Foix      |  |  |  |  |  |  |  |  |  |  |  |  |  |  |  |
|  |                            |  |  |  |  |  |  |  |  |  |  |  |  |  |  |  |
|  |                            |  |  |  |  |  |  |  |  |  |  |  |  |  |  |  |
|  | 29. Estefania de Besalú    |  |  |  |  |  |  |  |  |  |  |  |  |  |  |  |
|  |                            |  |  |  |  |  |  |  |  |  |  |  |  |  |  |  |
|  |                            |  |  |  |  |  |  |  |  |  |  |  |  |  |  |  |
|  | 7. Dolça de Foix           |  |  |  |  |  |  |  |  |  |  |  |  |  |  |  |
|  |                            |  |  |  |  |  |  |  |  |  |  |  |  |  |  |  |
|  |                            |  |  |  |  |  |  |  |  |  |  |  |  |  |  |  |
|  | 30. Ramon Berenguer III    |  |  |  |  |  |  |  |  |  |  |  |  |  |  |  |
|  |                            |  |  |  |  |  |  |  |  |  |  |  |  |  |  |  |
|  |                            |  |  |  |  |  |  |  |  |  |  |  |  |  |  |  |
|  | 15. Ximena d'Osona         |  |  |  |  |  |  |  |  |  |  |  |  |  |  |  |
|  |                            |  |  |  |  |  |  |  |  |  |  |  |  |  |  |  |
|  |                            |  |  |  |  |  |  |  |  |  |  |  |  |  |  |  |
|  | 31. Maria Díaz de Vivar    |  |  |  |  |  |  |  |  |  |  |  |  |  |  |  |
|  |                            |  |  |  |  |  |  |  |  |  |  |  |  |  |  |  |
|  |                            |  |  |  |  |  |  |  |  |  |  |  |  |  |  |  |

## Núpcies i descendents
Es va casar (després de 1204) amb Eilo Pérez de Castro, senyora de la casa de Castro, filla de Pedro Fernández de Castro senyor de Paredes i de l'Infantado de León i la seva primera muller Jimena Gómez.
Van tenir sis fills:
- Ponç IV de Cabrera, que esdevingué comte d'Urgell i vescomte d'Àger.[1]
- Guerau V de Cabrera, que succeí al seu pare al vescomtat de Cabrera.[1]
- Alamanda de Cabrera, dita també Galbors o Ramona, qui es casà amb Guillem II de Cervelló, senyor de la Baronia de Cervelló.
- Àlvar de Cabrera, dit també Ruy Geráltez o Ruy Fernández de Castro, senyor de Falç i Estopanyà, de Cigales, Mucientes i Cuéllar.
- Roderic de Cabrera, senyor de Viacamp i Benavarri.
- Sibil·la de Cabrera, casada amb Roderic d'Abarca, senyor de Gavín (Osca), pares de Sibil·la d'Abarca que es casà amb Pere I de Montcada i d'Aragó.[2]

## Fets destacats
A la mort d'Ermengol VIII sense descendència masculina, Guerau ràpidament va començar a pressionar la vídua del comte, Elvira, per a fer-se amb el soli comtal. Aquesta, va cedir el comtat al rei Pere I el Catòlic, però sense perjudici que la seva filla Aurembaix el pogués reclamar en un futur. En compensació, Pere I va assignar unes rendes anuals de 7.000 sous a favor de la comtessa. Guerau no es va conformar amb la situació i va atacar i apoderar-se de Balaguer, capital del comtat. Pere I el va combatre i finalment Guerau va ser derrotat i capturat a Llorenç i empresonat a Jaca. Va ser portat a la força a Loarre, amb la muller i els fills, i el 1211 es va sotmetre. Des de 1210, el mateix rei Pere havia encomanat a Guillem de Cardona i el seu fill Ramon Folc la gestió del comtat donant-los dret a recollir-ne els fruits durant cinc anys. Però el rei Pere moriria a Muret el 1213, i amb ell moria el pacte signat el 1209 amb la vídua. Mentrestant, el 1212 la comtessa Elvira s'havia tornat a casar amb Guillem de Cervera (noble), senyor de Juneda. La petita Aurembaix va ser ràpidament promesa amb un parent seu de Castella, Àlvar Pérez de Castro, cunyat de Guerau de Cabrera. Un casament arranjat pels Castro, parents tant dels Cabrera com dels Urgell. Aquest casament va beneficiar molt Guerau perquè Aurembaix, encara molt jove, es traslladava a viure amb el seu nou marit, també infant, a Toledo. El govern del comtat quedava vacant i Guerau es postulà, de facto, com a administrador. Un fet que va ser ratificat pels consellers de Jaume I el 1217 en el Conveni de Montsó.
El 1220 moria la comtessa Elvira i, indiscutiblement, el comtat passava a mans d'Aurembaix. Per aquest motiu, el govern de Jaume I signava un nou conveni amb Guerau (1222, Terrer), pel qual Guerau es quedava amb la possessió del comtat fins que Aurembaix el reclamés. Si aquesta ho feia, Guerau es comprometia a sotmetre's a l'arbitratge d'un tribunal reial i, en cas que la sentència li fos desfavorable, Aurembaix l'havia de compensar amb 30.000 morabatins, suma que el rei devia a Guerau. A canvi d'aquesta suma, el rei li cedia els seus drets, aconseguits pel pacte amb la vídua Elvira el 1209. Durant quinze anys, Guerau va dominar el comtat sense discussió, com a comte intrús. En aquest període, participà en les lluites nobiliàries que envoltaven el rei Jaume, al costat dels Cardona i contra els Montcada.
El 1228, Aurembaix aconsegueix anul·lar el matrimoni que l'unia a Àlvar i retorna a Catalunya, reclamant el comtat d'Urgell. Davant del mateix rei Jaume I, li en fa petició formal a Lleida, comprometent-se a cedir, a canvi tots els drets sobre aquella ciutat. Jaume, que aleshores comptava amb dinou anys, veu aquí una doble oportunitat: fer d'Aurembaix la seva amistançada (ja havien estat promesos de molt joves) i a la llarga muller, i d'aquesta manera incorporar a la corona el comtat d'Urgell. Es crida doncs a Guerau (o al seu fill Ponç) a presentar-se a Lleida i a cedir el comtat. Guerau es nega, i davant la impossibilitat de la raó, es passa a les armes. Guerau compta amb el recolzament de senyors i castlans locals, que li havien jurat fidelitat al llarg dels darrers quinze anys. La campanya per a arrabassar el comtat a Guerau dura mig any, negociant la rendició plaça per plaça. Guerau és foragitat de Balaguer i es refugia al vescomtat d'Àger. Durant la campanya es signa concubinatge entre Jaume I i Aurembaix, però no s'arriba a consumar mai, doncs el 1229 Aurembaix es promet, amb el consentiment de Jaume, amb l'infant Pere de Portugal (que també estava emparentat amb els Castro-Cabrera). Aquell mateix any moria Guerau.
Aurembaix va morir el 1231, sense descendència. La corona de Portugal permuta amb la catalana el comtat pel vassallatge del regne de Mallorca. Ponç, fill del difunt comte intrús, reclama de nou el comtat i es torna a encendre la guerra.